# Groupe des Treize
Ne doit pas être confondu avec Groupe des 13.
Le Groupe des Treize est un groupement de peintres avignonnais fondé et présidé, en 1912, par Clément Brun, à la suite de la décision du président de la « Société vauclusienne des amis des arts » d'exclure d'une exposition les sculpteurs, graveurs et architectes de Vaucluse, ainsi que les artistes des départements limitrophes.

## Membres du groupe

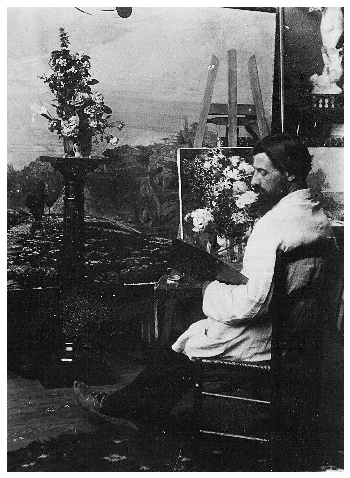
Jules Flour dans son atelier

Outre Clément Brun, les membres du groupe étaient les peintres Pierre Alexandre Belladen, Alfred Bergier, Lina Bill, Léon Colombier, Claude Firmin, Jules Flour, Joseph Hurard, Alfred Lesbros, Joseph Meissonnier et Louis Agricol Montagné  et les sculpteurs Jean-Pierre Gras et Paul Gaston Déprez.
Le groupe organisa une première exposition le 21 décembre 1912 qui connut un franc succès, suivie d'une seconde exposition le 18 décembre 1913, qui fut aussi la dernière.